# Huntington megye
Huntington megye az Amerikai Egyesült Államokban, azon belül Indiana államban található. Megyeszékhelye és legnagyobb városa Huntington. Lakosainak száma 36 662 fő (2020. április 1.).

## Szomszédos megyék
- Whitley megye (észak)
- Allen megye (északkelet)
- Wells megye (kelet)
- Grant megye (dél)
- Wabash megye (nyugat)

## Népesség
A megye népességének változása:
| Lakosok száma | 37 093 | 37 156 | 36 977 | 36 791 | 36 630 | 36 662 |
|               | 2010   | 2011   | 2012   | 2013   | 2015   | 2020   |